# Опсада Компјења
Опсаду Компјења извршили су 1430. године Енглези током Стогодишњег рата. Завршена је неуспехом. Приликом опсаде заробљена је француска јунакиња Јованка Орлеанка.

## Опсада
У последњој фази Стогодишњег рата, политички независан Филип Добри, војвода Бургундије, био је у савезу са Јованом од Ланкастера, војводом Бедфорда и регентом Хенрија VI на француским територијама. Јован и Филип освајају највећи део северне Француске у периоду од 1420. до 1430. године. Ступање Јованке Орлеанке у рат доводи до преокрета и француска војска односи сјајне победе. У бици код Патаја (18. јун 1429) Енглези трпе велики пораз након чега је дофен Карло, син Карла VI, крунисан у Ремсу као Карло VII. Компјењ се налазио северно од Париза. Град је након Карловог крунисања прогласио оданост Француској. До тада је био под контролом Бургундије.
Марта 1430. године Французи су сазнали да Филип Добри намерава да опседне Компјењ. Шарл I Бурбонски тражи од грађана Компјења безусловну предају. Његов захтев је одбијен. Јованка Орлеанка је намеравала да деблокира Компјењ, али јој акција није одобрена. Због тога је самостално окупила чету од 300 до 400 људи и, вероватно без краљевог знања, кренула је ка граду. Са војском је стигла пред Компјењ 14. маја. Након вишедневних мањих окршаја, Јованка је натерана на повлачење. Заповедник града, Гијом де Флави, одбио је да Јованку пусти у град како би спречио упад Бургунђана. Јованка је заробљена пред бедемима града кога је бранила, а њени војници су побијени. Опсада је, међутим, завршена неуспехом. И поред успешно организоване одбране, Гијом је смењен због тога што Јованки није пружио помоћ.